# Libreville
Libreville és la capital del Gabon i segons el cens del 2013, la seva població era de 703.904 habitants. Situada a l'estuari del riu Gabon, prop del golf de Guinea, és un port important i el centre comercial d'una regió rica en fusta.
La zona ha estat habitada pel poble Mpongwe des d'abans que els francesos adquirissin la terra el 1839. Més tard va ser una missió cristiana nord-americana, i un lloc de reassentament d'esclaus, abans de fer-se el port principal de la colònia de l'Àfrica equatorial francesa. En el moment de la independència de Gabon el 1960, la ciutat era un lloc comercial i un centre administratiu menor amb una població de 32.000 habitants. Des de 1960, Libreville ha crescut ràpidament i ara hi viu un terç de la població nacional.
Fou fundada el 1843 com a lloc d'intercanvi comercial; s'hi van enviar esclaus alliberats, i el 1848 fou anomenada Libreville (en francès "ciutat lliure"). Fou el port principal de l'Àfrica Equatorial Francesa des de 1934 a 1946. Libreville és la seu de l'Escola d'Administració i de l'Escola de Dret. A prop de la ciutat hi ha l'Aeroport Internacional de Libreville, on es troba la seu d'Air Gabon. El francès és la llengua més utilitzada.

## Toponímia
El nom de "Libreville » és donat per primera vegada per Édouard Bouët-Willaumez, primer al poble fundat l'any 1849 darrere dels futurs edificis oficials de la Meseta destinats a substituir el fort d'Aumale. El poble va ser creat per acollir els esclaus vili alliberats del vaixell d'esclaus brasiler anomenat Elizia, embarcat davant de la costa del Regne de Loango mentre el tràfic d'esclaus, formalment prohibit des de 1848, continuava al golf de Guinea. Els esclaus alliberats, 27 homes de 13 a 24 anys, 23 dones de 18 a 22 anys i 2 nens, van ser embarcats a Gorée el 19 de març de 1847 pel vaixell "L'Adour", i van arribar així al final d'abril a Gabon. Dos moren en una revolta. Els francesos els van fer casar i escollir un tal Mountier com a alcalde. Foren instal·lats en parella a les barraques del poble de Libreville el 17 d'octubre de 1849.

## Història

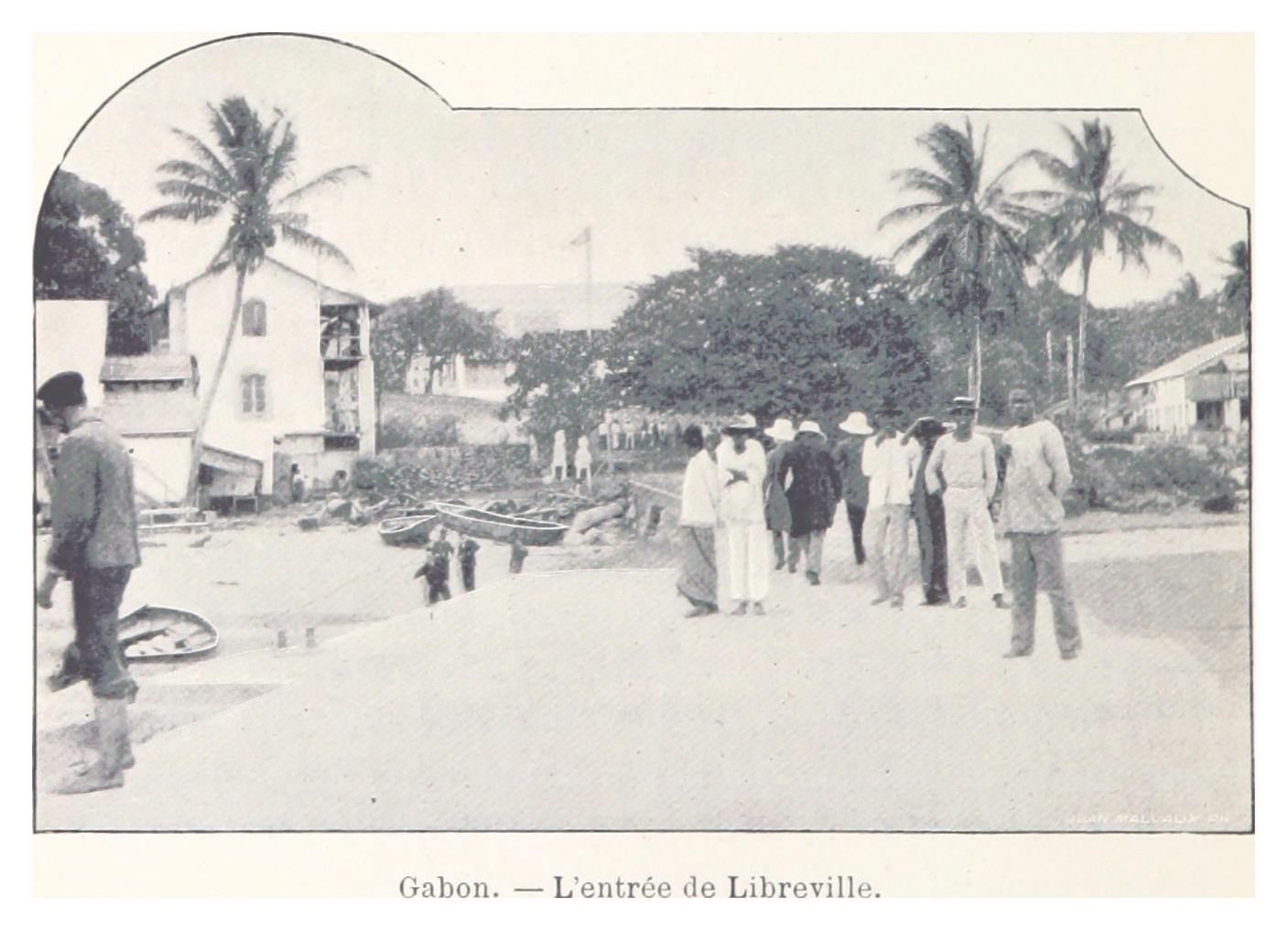
L'entrada a Libreville, 1899

Diversos pobles nadius van viure o utilitzar la zona que ara és Libreville abans de la colonització, inclosa la tribu Mpongwé. L'almirall francès Louis Edouard Bouët-Willaumez va negociar un tractat de comerç i protecció amb el governant local dels Mpongwé, Antchoué Komé Rapontcombo (conegut pels francesos com el rei Denis), el 1839.
Els missioners nord-americans de Nova Anglaterra van establir una missió a Baraka, Gabon, a l'actual Libreville, el 1842. El 1846, el vaixell d'esclaus brasiler L'Elizia, que transportava esclaus del Congo, va ser capturat prop de Loango per l'armada francesa que tenia l'encàrrec de contribuir al bloqueig britànic d'Àfrica. Cinquanta-dos dels esclaus alliberats van ser reassentats al lloc de Libreville el 1849. Després de la Revolució francesa de 1848 i l'establiment de la Segona República Francesa, els antics esclaus van organitzar una elecció per seleccionar els líders del nou poble el 1849. Un antic esclau anomenat Mountier va ser elegit alcalde de Libreville. Libreville va ser la capital administrativa de la colònia francesa del Congo-Gabon entre 1888 i 1904, quan la capital es va traslladar a Brazzaville.
El 1910, Gabon va passar a formar part de l'Àfrica Equatorial Francesa (Afrique équatoriale française, AEF). Les empreses franceses van poder explotar el Congo Francès (actual Congo-Brazzaville). Aviat es va fer necessària la construcció d'un ferrocarril que connectés Brazzaville, el terme de la navegació fluvial sobre el riu Congo i el riu Ubangui, amb la costa atlàntica. Com que els ràpids fan impossible la navegació pel riu Congo més enllà de Brazzaville, i el lloc de la terminal del ferrocarril costaner havia de permetre la construcció d'un port d'aigües profundes, les autoritats van triar el lloc de Ponta Negra en lloc de Libreville tal com es preveia originalment. La construcció del ferrocarril Congo-Oceà va començar el 1921, i Libreville va ser superada pel ràpid creixement de Pointe-Noire, més avall de la costa. Libreville va tenir la seva primera sucursal bancària quan el Bank of West Africa (BAO) va obrir una sucursal el 1930. El 1940, Libreville va ser el focus central de la batalla del Gabon quan les forces franceses lliures de Charles de Gaulle, amb el suport de la Royal Navy, es van traslladar per consolidar el control sobre l'Àfrica equatorial francesa.
Amb la independència nacional a l'horitzó, Léon M'ba va guanyar les primeres eleccions lliures d'alcaldia de Libreville el 1956. Mba va ser més tard el primer president del Gabon independent. La població de la ciutat només era de 32.000 habitants en el moment de la independència, però després va créixer ràpidament. Actualment acull un terç de la població nacional.

## Geografia

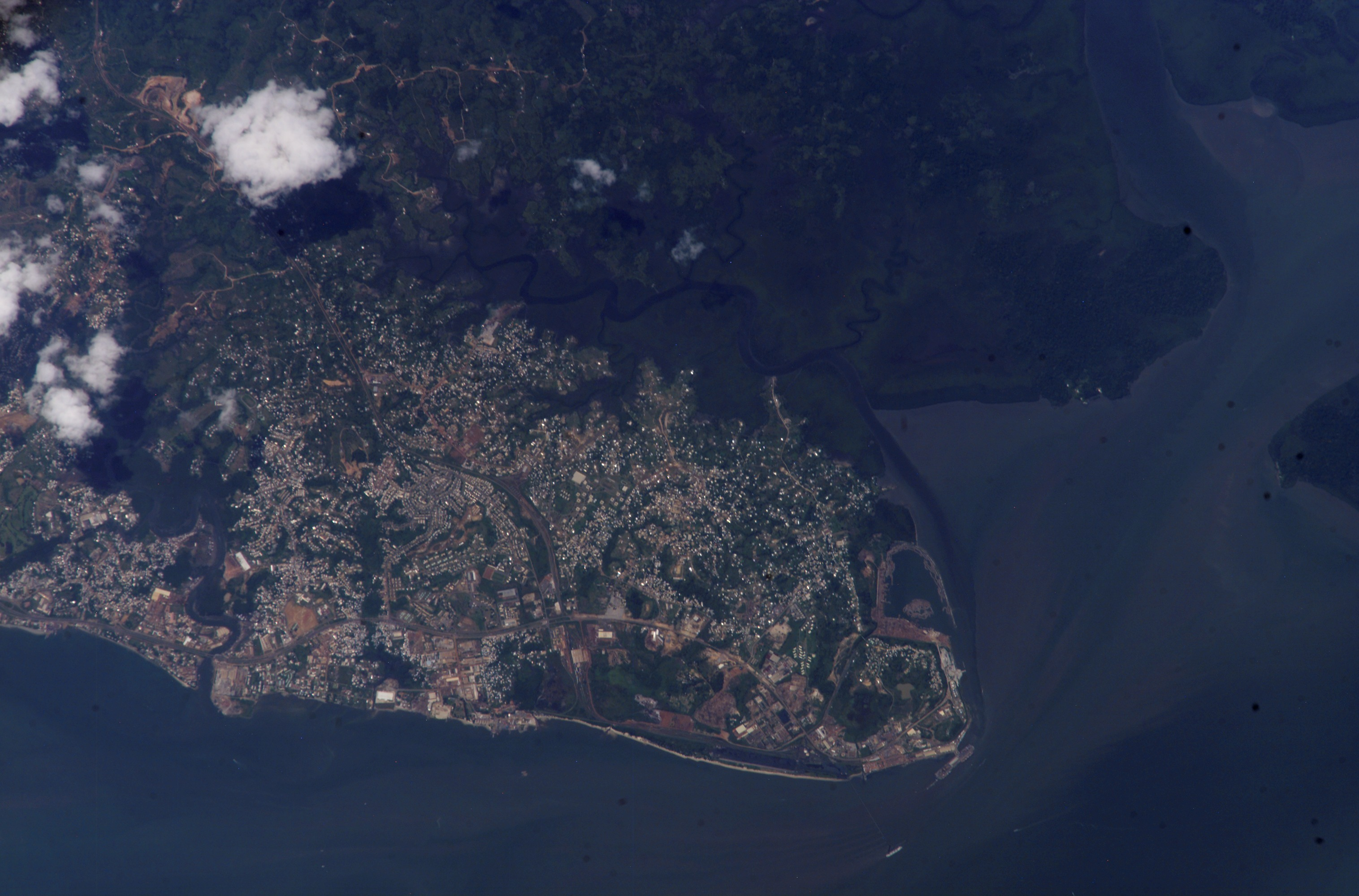
Vista per satèl·lit de Libreville

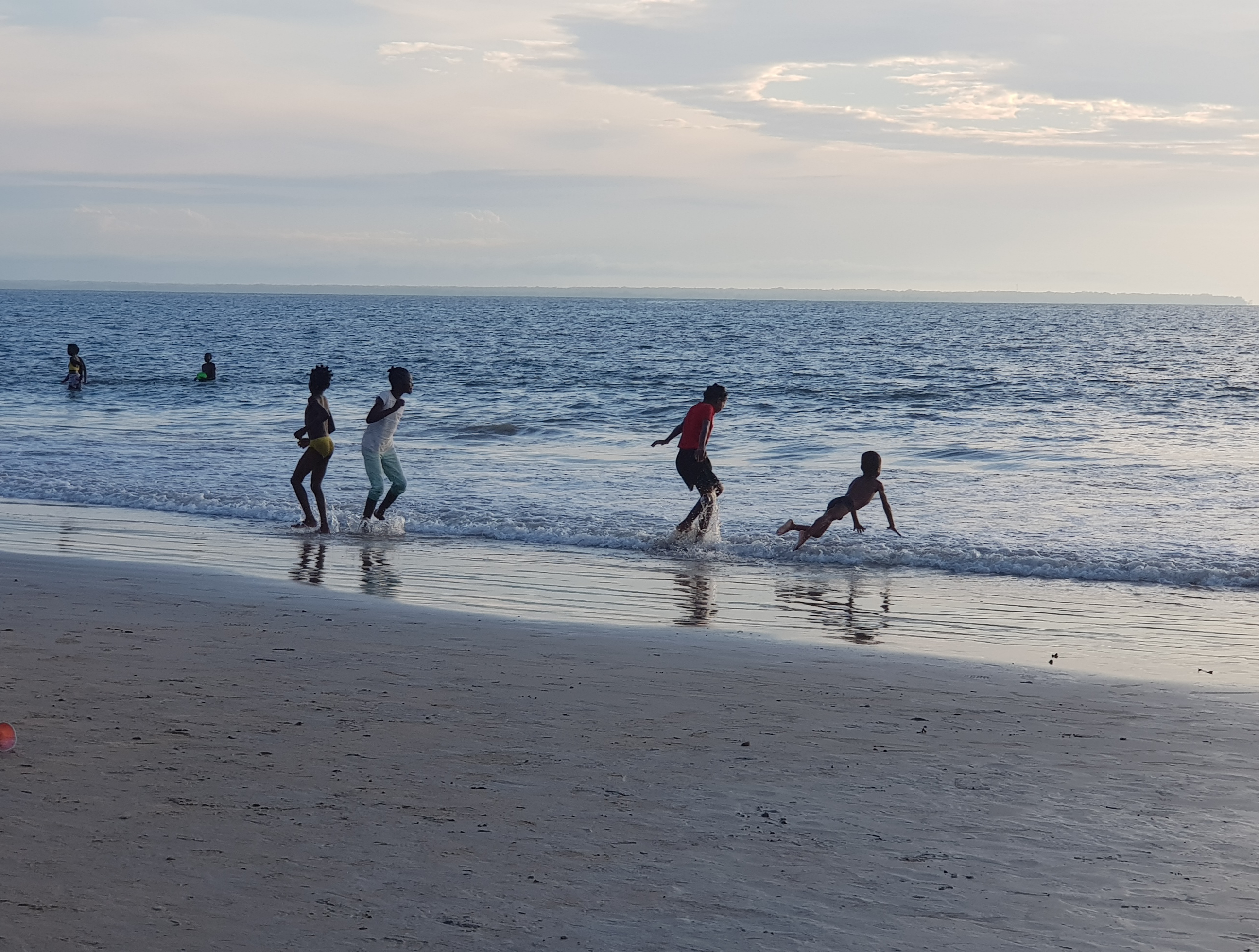
Platja a Libreville

De nord a sud, els principals districtes de la ciutat són la zona residencial Batterie IV, Quartier Louis (conegut per la seva vida nocturna), Mont-Bouët i Nombakélé (zones comercials molt concorregudes), Glass (el primer assentament europeu al Gabon), Oloumi (un gran zona industrial) i Lalala, una zona residencial. El port i l'estació de tren de la ciutat de la línia de ferrocarril Trans-Gabon fins a Franceville es troben a Owendo, al sud de la principal zona urbanitzada. A l'interior d'aquests districtes es troben zones residencials més pobres. Al nord-oest de Guinea Equatorial és on es troba la ciutat, etiquetant-la com a part del nord-oest de Gabon. Pel que fa als límits circumdants del país, al nord hi ha el Camerun, a l'est el Congo i al sud-est la República Democràtica del Congo. L'oceà Atlàntic Sud es troba a l'oest del país. El riu Komo travessa la ciutat i desemboca a l'oceà. El riu Komo també es presenta com una font potencial d'energia hidroelèctrica per a la ciutat que podria generar quantitats d'energia i energia de suport. Diversos districtes de la ciutat també ofereixen avantatges diferents i separats a tota la ciutat. Pel que fa a l'oci nocturn, el sector del Quartier Louis és el més conegut. Un dels vessants d'aquesta zona inclou el litoral, i això influeix molt en les possibles activitats disponibles a la zona. Les zones comercials de Libreville es troben als districtes de Mont-Bouët i Nombakélé, que inclouen diversos centres comercials. Oloumi conté gran part de la indústria de la ciutat, integrant la producció per separat dels districtes que se centren en altres aspectes. Finalment, Lalala i Batterie IV són sectors residencials i d'habitatge, on resideix gran part de la població.

### Clima
Libreville té un clima monsònic tropical (Am) amb una llarga estació humida i una curta estació seca. L'estació humida de la ciutat abasta uns nou mesos (de setembre a maig), amb una gran quantitat de pluja durant aquests mesos. La seva estació seca dura de juny a agost, i és causada pel corrent fred de Benguela que arriba a la seva extensió més septentrional i suprimeix les pluges. Malgrat la manca de pluja, Libreville es manté molt ennuvolat durant aquesta època de l'any.
Com és habitual en moltes ciutats amb aquest clima, les temperatures mitjanes es mantenen relativament constants al llarg de l'any, amb temperatures mitjanes altes al voltant dels 29 °C.

### Demografia
La capital gabonesa acull al voltant de la meitat dels habitants del país. El seu creixement demogràfic és ràpid i el seu desenvolupament força anàrquic, amb infraestructures urbanes que no segueixen el ritme de la nova construcció.

#### Evolució demogràfica

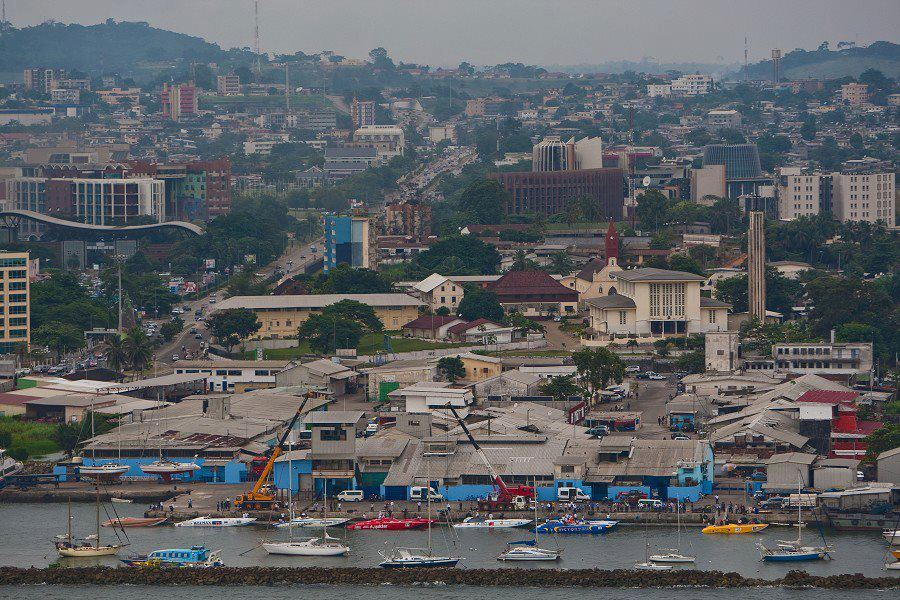
Port de Libreville.

| 2025    |
| 899.000 |

#### Grups ètnics
Libreville és una ciutat cosmopolita on es comenten totes les ètnies del Gabon, immigrants de l'Àfrica central i occidental (nigerians i beninesos en particular), europeus, libanesos, marroquins i, cada cop més, una població asiàtica d'origen principalment xinès.
Els residents més desafavorits viuen en barris marginals coneguts com a matitis o Mapanes (akébé i kinguélé, per exemple).

#### Idiomes
Tot i que el francès és la llengua oficial del Gabon, les llengües que es parlen a Libreville són, en primer lloc, les dels pobles indígenes de Libreville, és a dir, la llengua omyenè (variant Mpongwè), sekiani, Le Fang de l'Estuaire (variants mekè, Atsi i Okak), Benga i Akélé. Després, les llengües dels diferents pobles de l'interior del Gabon es van instal·lar a la capital gabonesa, Yipunu, Inzebi, Téké, Kota... I finalment el francès.
Gabon també es convertirà l'any 2022 en el tercer país de parla anglesa no majoritària a ser admès a la Commonwealth sense cap vincle colonial o històric significatiu amb el Regne Unit. No obstant això, la llengua anglesa segueix sent poc parlada.

## Transport
Els taxis nacionals circulen per la ciutat. Cada districte té un color per als seus taxis i el de Libreville és vermell.
La Societat Nacional de Transport (SOGATRA) va llançar nous taxis que funcionen amb un sistema de taulell el 2014.
La Gabonese Transport Company opera un servei d'autobusos a tots els districtes de Libreville.
L'aeroport internacional de Léon-Mba és l'aeroport més gran de Gabon i es troba a uns 11 km al nord de la ciutat. L'aerolínia Gabon Airlines té la seu a Libreville. Abans de la seva dissolució, tant Air Gabon com Gabon Express tenien la seva seu en els terrenys de l'Aeroport Internacional de Libreville.

## Educació
La Universitat Omar Bongo es va fundar el 1970.
Hi ha diverses escoles internacionals de gamma alta a Libreville, com ara:
- American International School of Libreville – Currículum americà

- Lycée Blaise Pascal de Libreville – Currículum francès

- International School of Gabon Ruban Vert – Currículum IB

## Llocs de culte

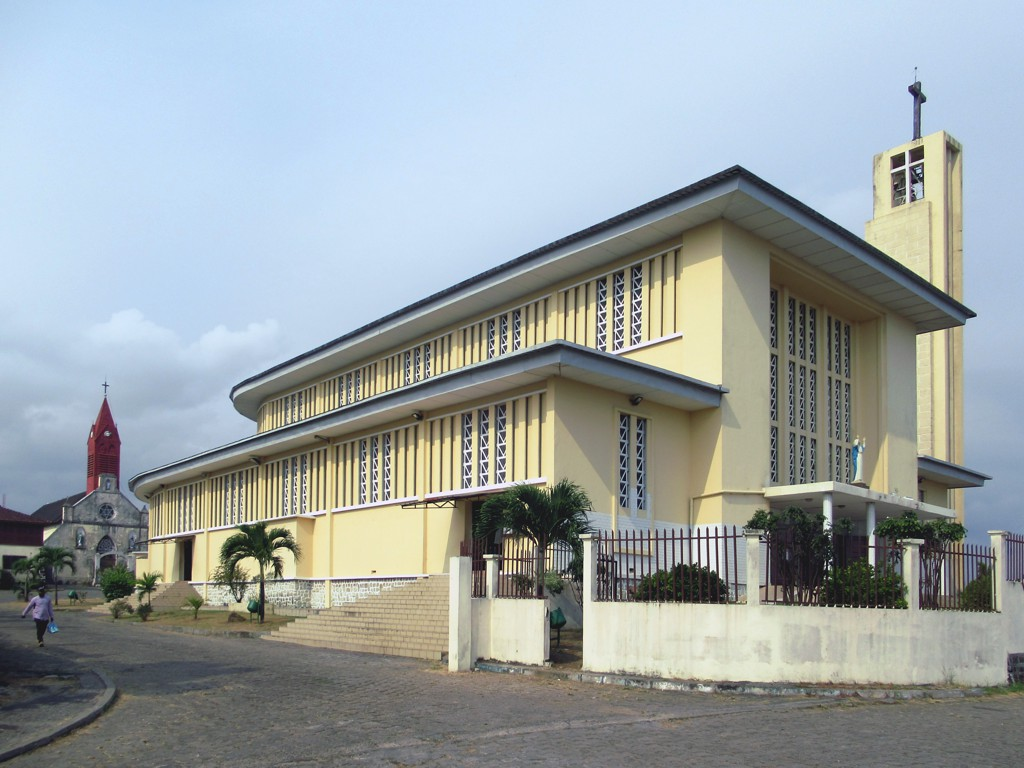
Catedral de Nostra Senyora de l'Assumpció de Libreville.

Entre els llocs de culte, es troben predominantment esglésies i temples cristians: arxidiòcesi catòlica romana de Libreville (Església catòlica), Église de l'Alliance chrétienne et missionnaire du Gabon (Alliance World Fellowship), Assemblees de Déu, Església evangèlica del Gabon. També hi ha mesquites musulmanes.

## Idiomes
Libreville és una de les diverses ciutats africanes on el francès s'està convertint realment en una llengua nativa, amb algunes característiques locals.

## Economia
A la ciutat hi ha una indústria naval, una indústria cervesera i serradores. La ciutat exporta matèries primeres com a fusta (és un important centre de comerç de fusta (principalment okoume), a la subregió de l'Àfrica Central.), cautxú i cacau des del port principal de la ciutat, i el port d'aigües profundes d'Owendo.
Una zona portuària important amb infraestructures industrials i mineres, i servida pel tren Transgabonais (que transporta manganès des de Haut-Ogooué llavors destinat a l'exportació en vaixell) i amb camions de tala, es troba als afores sud de Libreville. A Mont-Bouët hi ha el mercat més gran del país, amb centenars de comerciants minoristes. També hi ha dos grans hipermercats, un anomenat Mbolo ('Bon dia', en una llengua indígena gabonesa) i el Géant CKDO.
El 6è Batalló d'Infanteria de Marina de l'exèrcit francès té la seu al nord de la ciutat. La capital gabonesa reuneix finalment nombroses activitats terciàries a més dels serveis centrals de l'Estat.

## Persones destacades
- Nadège Noële Ango-Obiang, escriptora i economista

- Pierre-Emerick Aubameyang, futbolista que juga al Chelsea i l'equip de Gabon[17]

- Daniel Cousin, futbolista que va jugar al Larissa FC i a la Selecció de Gabon

- Marcel Lefebvre, bisbe tradicionalista catòlic romà, va servir com a missioner a Libreville

- Léon M'ba, primer primer ministre i primer president del Gabon

- Anthony Obame, medalla de plata olímpica en el Taekwondo masculí de més de 80 kg als Jocs Olímpics d'Estiu de 2012.

- Charles Tchen, cònsol honorari del Regne dels Països Baixos al Gabon

- Chris Silva, jugador de bàsquet professional del Miami Heat

- Simone Saint-Dénis, dirigent sindical